# Xylocopa binongkona
Xylocopa binongkona är en biart som beskrevs av Van der Vecht 1953. Xylocopa binongkona ingår i släktet snickarbin, och familjen långtungebin. Inga underarter finns listade i Catalogue of Life.